# Le Favril, Nord

Le Favril este o comună în departamentul Nord, Franța. În 1 ianuarie 2022 avea o populație de 504 de locuitori.